# ヒルベルト多項式
可換環論における次数環あるいは次数加群のヒルベルト多項式（ヒルベルトたこうしき、英: Hilbert polynomial）は、その（次数環あるいは次数加群の）斉次成分の次元の増加率を測る一変数多項式である。次数付き可換環 S のヒルベルト多項式の次数および最高次係数は、射影代数多様体 Proj S の次数および次元に関係がある。

## 定義
体 K 上の有限次元空間 S1 から生成される次数付き多元環
{\displaystyle S=\bigoplus S_{n}\ }
のヒルベルト多項式とは、すべての（しかし有限個の）正の整数 n に対して 
HS(n) = dimk Sn
を満たす、ただひとつの有理係数多項式 HS(t) のことである。つまり、すべての（しかし有限個の）自然数 n に対する値が（ふつうはそういう風には言わないが、多項式補間という形で）多項式によって与えられるような場合の「ヒルベルト函数」という意味で、これを「ヒルベルト多項式」と呼ぶ。
次元の値は整数であるから、ヒルベルト多項式は整数値多項式 (numerical polynomial) である。しかし、ヒルベルト多項式が整係数多項式となるのは極めて稀である (Schenck 2003, pp. 41)。
同様に有限生成次数加群 M のヒルベルト多項式 HM も（少なくとも M が正の次数付けを持つならば）定義することができる。
Pn 内の射影多様体 V のヒルベルト多項式は、V の斉次座標環のヒルベルト多項式として定義される。

## 例
- 各 xi を斉一次の変数とする k+1 変数多項式環 S = K[x0, x1, …, xk] のヒルベルト多項式 HS(t) は二項係数{\displaystyle H_{S}(t)={{t+k} \choose {k}}={\frac {(t+1)\ldots (t+k)}{k!}}}である。
- M が有限次元次数加群ならば、その十分大きな次数の斉次成分はすべて 0 であり、ゆえに M のヒルベルト多項式は恒等的に 0 である。

## 一般化
環 S が次数 1 の成分で生成されない場合にも、S 上の有限生成加群 M のヒルベルト函数はまだ定義可能だが、もはや多項式であるとは限らない。M のヒルベルト–ポアンカレ級数は M の次数付き成分の次元の母函数として定義される。M がよい性質を持つならば、ヒルベルト-ポアンカレ級数は有理函数となる (Eisenbud 1995, Chapter 10)。